# 中国 (深圳) 国际文化产业博览交易会
中国 (深圳) 国际文化产业博览交易会簡稱深圳文博会或文博会，是中華人民共和國国家级综合性文化产业博览交易会，舉辦地點位於中华人民共和国广东省深圳市，由中共中央宣传部（国家新闻出版署、国家版权局、国家电影局）   中华人民共和国文化和旅游部、中华人民共和国商务部、國家廣播電視總局、广东省人民政府和深圳市人民政府联合主办，深圳报业集团、深圳广播电影电视集团、深圳出版发行集团、深圳国际文化产业博览交易会有限公司聯合承办。該博覽會自2004年起每年舉辦。

## 外部連結
- 官方网站